# Покупка
Покупка — это процесс, который бизнес или организация использует для приобретения товаров или услуг для достижения своих целей. Хотя есть несколько организаций, которые пытаются установить стандарты в процессе закупок, процессы могут сильно различаться между организациями.
Закупки являются частью более широкого процесса прокьюремент, который обычно также включает в себя экспедицию, качество поставщиков, транспортировку и логистику.